# Aeropuerto nacional de Catarman
El Aeropuerto nacional de Catarman (en tagalo: Paliparang Pambansa ng Catarman; en samareño: Nasudnon nga Luparan san Catarman) (IATA: CRM, ICAO: RPVF) también conocido como Aeropuerto de Catarman, es un espacio que sirve el área general de Catarman, situado en la provincia de Samar del Norte en Filipinas. El aeropuerto está clasificado como principal de Clase 2 (nacional y menor) por la Autoridad de Aviación Civil de Filipinas, un organismo del Departamento de Transportes y Comunicaciones que se encarga de las operaciones, no solo de este aeropuerto, sino también de todos los demás aeropuertos de Filipinas, excepto los principales aeropuertos internacionales.
Es una prioridad nacional para el gobierno filipino. Por lo que las Mejoras de su edificio terminal tuvieron una asignación presupuestaria de 15 millones de pesos filipinos. 